# Jacques van der Klundert
Jacques van der Klundert (* 15. April 1938 in De Heen) ist ein ehemaliger niederländischer Radrennfahrer und nationaler Meister im Radsport.

## Sportliche Laufbahn
Jacques van der Klundert war im Straßenradsport aktiv. Als Amateur gewann er 1960 eine Etappe in der Olympia’s Tour und die Gesamtwertung der 9-Provinzen-Rundfahrt. Von 1961 bis 1966 war er Berufsfahrer. 1961 siegte er auf einem Tagesabschnitt der Ronde van Nederland. In der nationalen Straßenmeisterschaft wurde er Zweiter hinter Bas Maliepaard. Bei Putte–Mechelen 1964 kam er auf den 3. Platz. Die Tour de France 1964 beendete er nicht.